# Meteor Light
「Meteor Light」是高垣彩陽的第4張單曲。2012年2月8日由Music Ray'n發售。

## 概要
前作「寶物」相隔約1年發售的作品和2012年的第1張單曲。
標題曲「Meteor Light」是『戰姬絕唱SYMPHOGEAR』的主題曲。樂曲的初披露在12月的獨唱演唱會「Memoria×Melodia」舉行。

## 收錄曲
CD
1. Meteor Light [4:34]
作詞：mavie、作曲・編曲：藤田淳平（Elements Garden）
  - 電視動畫『戰姬絕唱SYMPHOGEAR』主題曲
2. Brand New Smile [4:16]
作詞：mavie、作曲・編曲：黒須克彦
3. 遠き山に日は落ちて [3:42]
作詞：堀内敬三、作曲：Antonin Dvorak、編曲：斎藤真也

DVD（初回限定盤）
1. Meteor Light
2. Meteor Light（15sec+30sec）

## 備註
1. ↑  声優アニメディア (学研パブリッシング). 2012-02-10: 37頁 （日语）. 缺少或|title=为空 (帮助)

## 外部連結
- Sony Music介紹網頁
  - 初回限定盤 （页面存档备份，存于）
  - 通常盤 （页面存档备份，存于）